# Tococa rotundifolia
Tococa rotundifolia là một loài thực vật có hoa trong họ Mua. Loài này được (Triana) Wurdack miêu tả khoa học đầu tiên năm 1969.